# سويبيون

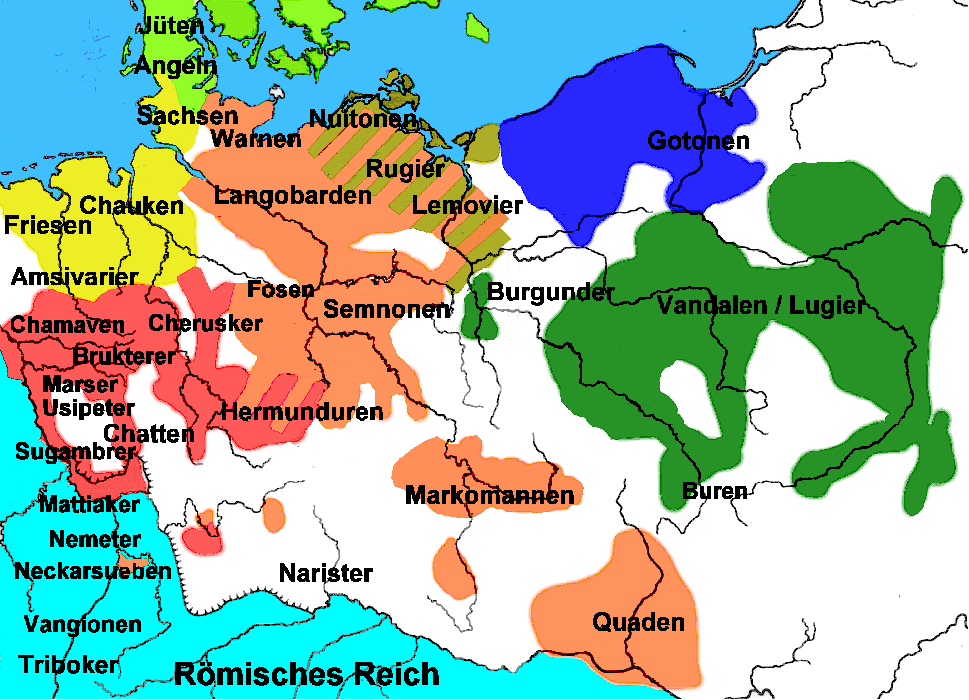
Location of the Suebi (orange), first century

السويبيون (بالألمانية Sueben، بالإنكليزيةSuebi) شعب جرماني قادم من منطقة بحر البلطيق.

## الأصول
قبل ألفي سنة عـُرف بحر البلطيق لدى الرومان باسم البحر السويبي. يعزى ذلك جزئيًا لقلة معرفتهم بمختلف الشعوب الجرمانية التي تعاملت مع روما، وقد أشار المؤرخ كورنيليوس تاسيتوس إلى جميع جرمان إلبه باسم الهرمينونيين أو السويبيين، ولعله بذلك بسـّط كثيرًا من واقع أن القبائل ليست دائمًا وثيقة الصلة. 
هاجر السويبيون جنوبًا وغربًا، مقيمين لفترة في بلاد الراين بألمانيا الحالية، حيث بقي اسمهم في المنطقة المعروفة باسم سوابيا. تحت قيادة أريوفيست هبط السويبيون بلاد الغال بدعوة من الهايدويين، وسرعان ما هيمنوا عليهم وفي النهاية هزمهم يوليوس قيصر بمعركة بيبراكتي بالألزاس سنة 58 ق.م.
وثيقو الصلة بقبيلة الألامانيين وغالبًا ما تصرفوا بالاتفاق معهم، استقر معظم السويبيين على الضفة اليمنى لنهر الراين حتى أوائل القرن الخامس، عندما اتحد الجزء الأكبر من القبيلة مع الوندال والألانيين لاختراق الحدود الرومانية في ماينس ومن هناك يغزون بلاد الغال (سمي جزء منهم بسويبيي الشمال، ذكروا سنة 569 بقيادة الملك الفرنكي سيغبيرت الأول، في سكسونيا العليا الحالية). كما ذكر السويبيون رفقة الساكسون واللومبارديون في إيطاليا سنة 573. 
في حين أن الوندال والألانيين تصادموا مع الفرنكيين حلفاء روما للسيطرة على بلاد الغال، توجه سويبيو الملك هرميريكوس جنوبًا وعابروا جبال البرانس وبلاد الباسك متوغلين في إسبانيا التي كانت خارج سيطرة الإمبراطورية منذ تمرد ماكسيموس وجيرونتيوس في سنة 409 فدمرت المقاطعات الجنوبية والغربية لمدة سنتين.
بعد اعتماد سياسة أكثر سلمًا، تحصل الغزاة الذين كانوا قلة لا يتجاوزون الثلاثين ألفًا من روما على صفة (foederati) أي الدعم في مقابل أداء قسم الولاء للإمبراطور هونوريوس (410).
سنة 411، أعطاهم الإمبراطور أراضي عن طريق القرعة، فأعطيت غالايسيا للسويبيين والوندال الهسدينجيين وهي المنطقة الشمالية الغربية من شبه الجزيرة الأيبيرية، وأعطيت بايتيكا للوندال السيلينجيين، أمـّا الألانيون أكبر الفصائل عديدًا فأعطوا لوسيتانيا وكارتاجينينس (العاصمة قرطاجنة).
بالتزامن مع مقاطعة بريطانيا ذاتية الحكم، كانت مملكة السويبيين في غاليسيا أولى تلك الممالك الرومانية الفرعية التي تشكلت نتيجة تفكك الإمبراطورية الرومانية الغربية وكانت الأولى بامتلاك دار خاصة بها لسك العملة.

## مملكة السويبيين في غاليسيا

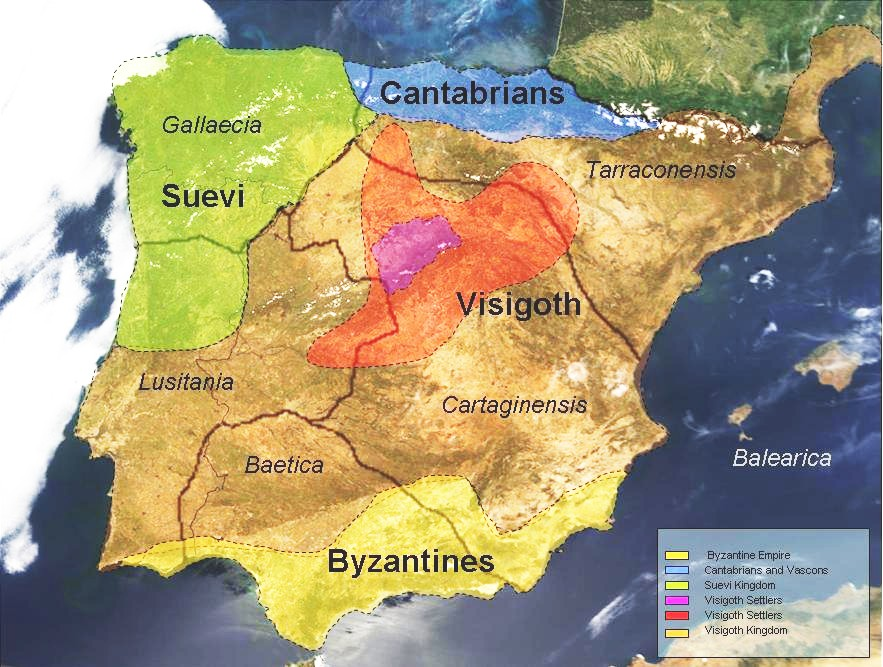
Suebic kingdom in the mid-sixth century, on the verge of conquest.

واستمرت من سنة 410 حتى 584 وكانت عاصمتها براكارا أوغستا، وهي مدينة براغا الحالية في البرتغال، والتي كانت من قبل عاصمة مقاطعة غالايسيا الرومانية.

### توطيد المملكة
دام السلام في شبه جزيرة إيبيريا بضع سنوات فقط، وبالفعل في سنة 416، وصل واليا ملك القوط الغربييين قادمًا من أكيتانيا إلى شبه الجزيرة باسم إمبراطور الغرب مع جيش جرّار لتحريرها من البرابرة : هاجم أولا الوندال السيلينجيين الذين أبيدوا في عام 418 بعد عدة مواجهات. 
 ثم جاء دور الألانيين الذي هزموا بقسوة، فقرروا الاتحاد مع الوندال الأسدينجيين. 
 وحده استدعاء واليا أنقذ السويبيين والوندال من إبادة جماعية كان من شأنها إزالة توسع المملكة السويبية : امتدت ذروتها امتدت حتى ميريدا أو اشبيلية.
هاجم الوندال الأسدينجيون السويبيين مجبرين أيّأهم على التراجع إلى الجبال الكانتابرية (ربما لهذا السبب لم يشارك سويبيون في التمرد لـمّا انتفض الوندال سنة 422)، وبعدما تحصل إميريكو على صفة الاتحادي من الإمبراطور هونوريوس في سنة 419، وجاءت قوات إنقاذ رومانية حصرت الوندال في بيتيكا. 
 تبنى السويبيون مباشرة اللغة الرومانية الإسبانية المحلية. 
 تحصل السويبيون على صفة الاتحاديين من جديد في سنة 437 ثم سنة 438، وفي السنة نفسها أبرموا صلحًا مع الرومان الإسبان المحليين. كان للسويبيون دارًا لسك العملة خاصة بهم في عهد إميريكو.

### توسع المملكة الأول

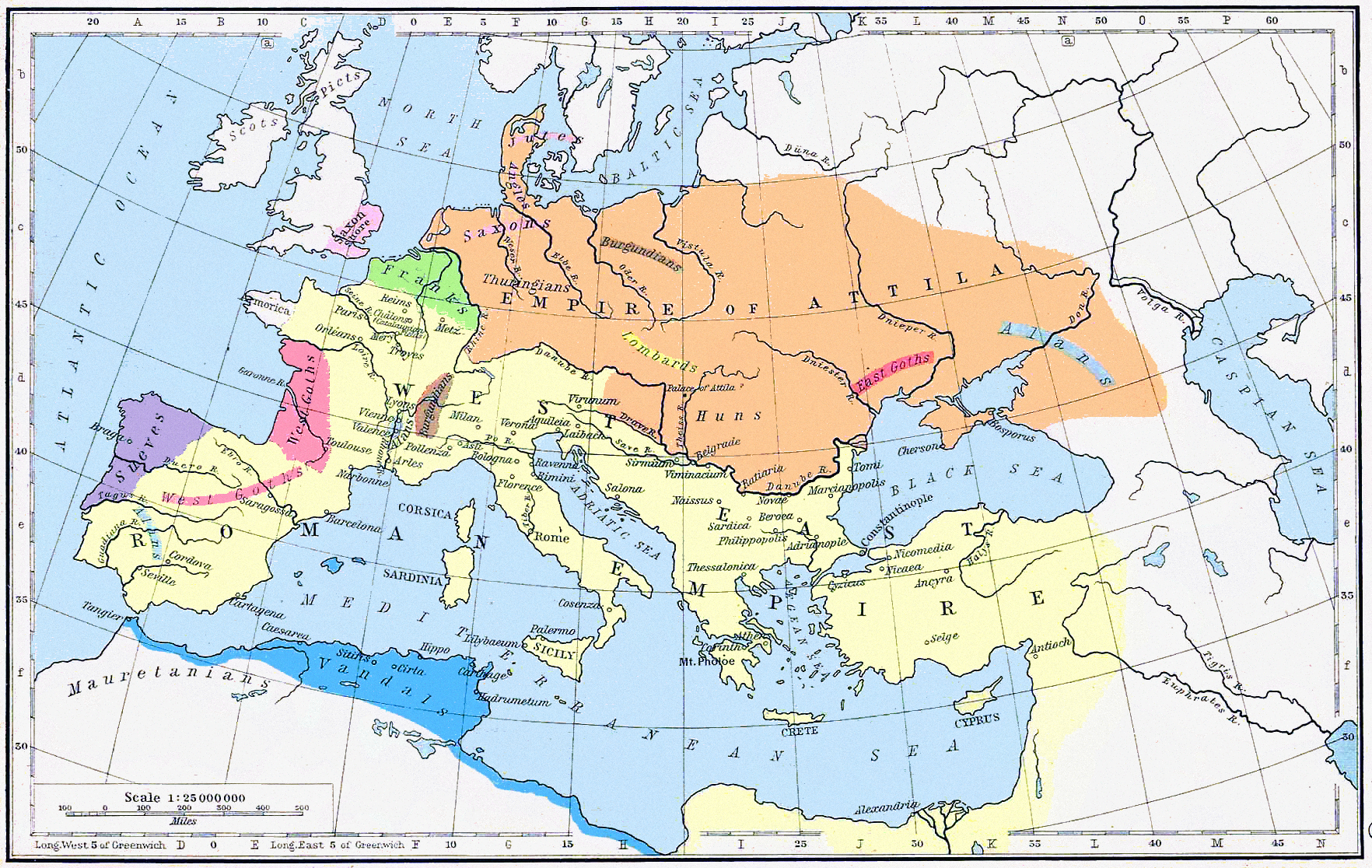
خريطة 'أوروبا ومنطقة المتوسط، توضح جرمانيون داخل الإمبراطورية الرومانية

تحت قيادة ريكيلا الذي شارك والده أميريكو بالعرش، بدأ السويبيون بالتقدم في مقاطعة بيتيكا (الآن الأندلس)، واستولوا على ميريدا سنة 439 على حدود لوسيتانيا الجنوبية ثم على إشبيلية سنة 441، استغلوا صعوبات الرومان فتقدموا واحتلوا فضلًا على بيتيكا مقاطعة كارتاجيننسيس التي عاصمتها قرطاجنة (وسط وجنوب قشتالة الحالية)، كما بدؤوا بتوغلات في مقاطعة تيراكونينسيس.
تم تأكيد حالة التحالف مقابل الولاء لروما، ولكنهم تحالفوا في نفس الوقت مع قبيلة من قطاع الطرق والمرتزقة تسمى الباغاوديين ليستمروا بفتوحاتهم، فكان القسم الأكبر من شبه الجزيرة الأيبيرية عند موت ريكيلا سنة 448 في يد السويبيين، أمـّا الرومان فكاموا محصورين في الجزء الشمالي الشرقي من شبه الجزيرة.
وفي الوقت نفسه، كانت المملكة السويبية عنيفة جدًا اتجاه السكان الأصليين (يسمون بالغالايسيين) والكاثوليكية، وذلك لأن الشعب كان وثنيًا، وينحاز إلى رجال الدين الآريوسيين، وأتباع البريسيليانية ضد الأساقفة الكاثوليك المحليين.
أقيمت في عهد ركيارو علاقات جيدة مع القوط الذين استقروا منذ بضع سنوات في مقاطعة تيراكونينسيس، أيضًا عبر الزواج من ابنة ثيودوريك الأول ملك القوط الغربيون، الذي بضغط منه تخلي السويبيون عن الوثنية سنة 449 وتحولوا إلى المسيحية الآريوسية.
إذا فمملكة السويبيين كانت أول ممللكة مسيحية تضرب عملتها الخاصة.
تحصل السويبيون أيضًا على المساعدة العسكرية من القوط الغربيين ة لمواصلة احتلال ذلك الجزء من شبه الجزيرة الايبيرية، الذي كان بيد الوندال. بعد توغلات متفرقة، دمروا فاسكونيا وبسياسة مناوئة للإمبراطورية الرومانية تمكنوا بموافقة ملك القوط الجديد توريسموند بين عامي 451 و452 من احتلال جزء من وادي إبرو وجزء من مقاطعة تيراكونينسيس، الذي اضطروا للانسحاب منه، وفقًا لمعاهدة أمبرمت مع الرومان.
في عام 456، تحالفوا مع الفاسكونيين ومع الوندال الجنسيريكيين، الذين هاجموا سواحل كالابريا وصقلية، انتهكوا المعاهدة مع روما وغزوا أراضي مقاطعة تيراكونينسيس ؛ ولكن ملك القوط الجديد، ثيودوريك الثاني لم يساندهم بل وتواجه معهم، إذ لم ينظر بعين الرضى لتوسع المملكة السوابية، وفي المعركة على النهر أوربيغو هـُزم السويبيون وأُسر ملكهم ركيارو، وأعدم رغم كونه صهرًا لثيودوريك الثاني.

### الحرب الأهلية السويبية (456-463)
استغل القوط الغربيون أن هناك العديد ممن يدعون الأحقية بالتاج، فغزوا المملكة السويبية، متدخلين في حرب الوراثة. في عام 460 هزم الجيش الذي يقوده الجنرال القوطي سونيريكوس والجنرال الروماني نيبوتيانوس السويبيين في لوكوس أوغوستي.
سنة 460، تحالف ريميسموندو وهو أحد الطامعين بالتاج السويبي مع ملك القوط ثيودوريك الثاني، الذي سانده في الحرب الأهلية في مقابل الوعد بتحويل السويبيين إلى الآريوسية.
استمرت الحرب الأهلية نحو أربع سنوات، وانتهت فقط بعد موت اثنين من منافسي ريميسموندو في سنة 463.
في سنة 463 صارت مملكة السويبيين تحت تاج موحد، وفي سنة 464 اعترف بريميسموندو رسميًا ملكًا وحيدًا لسويبيي غالايسيا، وأيضا من قبل القوط سنة 465، تزوج ابنة ثيوردوريك الثاني الذي حوّله الآريوسية، وبهذه المناسبة، تحول إليها السويبيون جماعيًا، معظمهم من الذين كانوا ما يزالون وثنيين.

### مرحلة التوسع الثانية
في نفس ذلك العام وبمساعدة من القوط الغربيين احتل قلمرية وفورًا بعد ذلك على لشبونة وأنونا.
احتل إجيتانيا سنة 466 وجزء كبير من لوسيتانيا، وفي سنة 467 نهبوا وضموا كونيمبريغا إلى المملكة.
غيـّر ملك القوط الجديد يوريك الذي كان قد قتل شقيقه ثيودوريك الثاني في سنة 466 سياسته اتجاه السويبيين من ودية إلى العكس، حاملا الحرب (التي كانت رهيبة حسب المؤرخ هيداتيوس أسقف شافس في غاليسيا) إلى لوسيتانيا دفعًا السويبيين إلى حدودهم القديمة.
بوفاة رميسموند سنة 469 بدأت فترة غامضة وأنباءها نادرة جدا.
انقطعت كتابات هيداتيوس سنة 468، وعمليًا فإنه حتى سنة 550 لـمّا أُشير إلى الملك كارياريكو يبقى تاريخ السويبيين مجهولًا.

### اعتناق الكاثوليكية

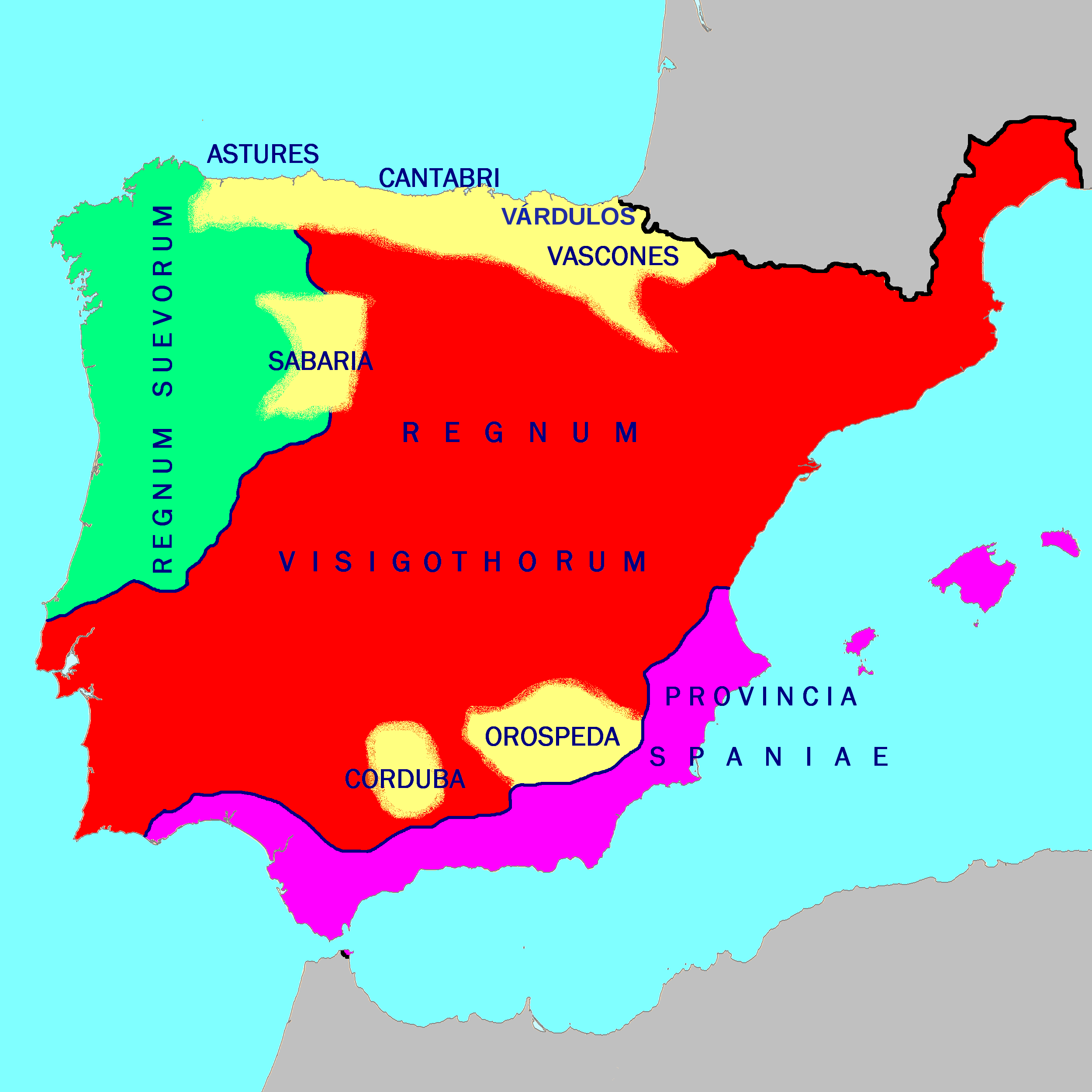
شبه الجزيرة الايبيرية عام 560 م. بالأحمر مملكة القوط الغربيون. بالأخضر مملكة السويبيون. بالبنفسجي المقاطعة البيزنطية بإسبانيا. بالأصفر مناطق ما تزال يحكمها الرومان الإسبانيون

في عهد كارياريكو وجـد السويبيون أنفسهم من جديد في مرحلة توسعية لحدودهم الشرقية والجنوبية 
- حتى نهر نافيا في أستورياس
- حتى نهري أوربيغو وإلسا في ليون
- حتى نهر دويرو في كارتاجيننسيس (حاليًا قشتالة)
- حيث يتصل نهرا كوا وإلسا بنهر تاغوس، باتجاه إكستريمادورا
- حتى أنهار أبرانتس ولخريا بارادس في لوسيتانيا.

خلال فترة حكمه، وربما حتى في عهد خليفته تيوديمارو، تبع تأثير القديس مارتن، أسقف براغا منذ سنة 561 تحول شعب السويبي إلى الكاثوليكية، وبالتالي إنهاء التوتر في أعقاب تحول رميسموند إلى الآريوسية
دعا البابا بيلاجيوس الأول البابا بين عامي 556 و561 يوم 1 مايو 561 إلى  مجمع براغا الأول ، الذي استمرت حتى 563. 
قرر  مجمع براغا الأول  بمصادقة يوحنا الثالث، البابا بين عامي 561 و574 ما يلي : 
- النجوم لا تحدد مصير البشر
- الشيطان لا يملك في حد ذاته أي قدرة لإنتاج الكوارث
- منع الصيام يوم عيد الميلاد
- اعتبار الانتحار فيما عدا استثناءين جريمة
- ان كل ما يوجد في العالم، بما في ذلك الجسم البشري، أمر جيد، لأنه جاء من عند الله (وهذا ذكر خصوصًا لمكافحة مانوية أتباع ماني بن فتك وبريسيليانية أتباع بريسيليان والغنوصية) ؛
- وأخيرًا وضعت قائمة لأهم الشياطين.

### الحرب ضد القوط الغربيين
في 569 تعرضت مملكة السويبيين لهجوم من ليوفيجيلد ملك القوط الغربيين الآريوسي، الذي سرعان ما استولى على بالنثيا وسمورة وليون، ولكن ليس بالنسبة لأسترقة التي أبدت مقاومة عنيدة.
اتسغل السويبيون انشغال القوط بحربهم ضد البيزنطيين في جنوب شبه الجزيرة الأيبيرية، فقاموا بتوسيع حدود المملكة بين عامي 571 و572 محتلين مناطق بلاسنثيا وقورية ولاس هوردس وباتويكاس.
دعا الملك ميرو لعقد مجمع براغا لثاني عام 572، بمشاركة اثني عشر أساقفًا تشاوروا حول أخلاق السلوك وحول واجبات الأساقفة ورجال الدين في غالايسيا.
و هاجم في العام نفسه الآريوسيين الذين كانوا ما يزالون موجودين بشمال شرق المملكة في أستورياس وكانتابريا.
فأعطى هذا الهجوم لملك القوط الآريوسي ليوفيجيلد ذريعة لمهاجمة المملكة السويبية.
في سنة 573، وبعد أن استولى ليوفيجيلد على مقاطعة براغانزا وعلى وادي نهر سابور، تقدم في وادي نهر دويرو وأسس مدينة فيلا غوتوروم (تورو الآن).
توجه نحو كانتابريا، حيث احتل أسترقة، وسمحت له السيطرة عليها وعلى تورو بغزو غاليسيا سنة 575.
بعد أن فقد ميرو أورينسي وكامل الجنوب الشرقي، وبحصار مدينتي بورتو وبراغا خضع وطلب الصلح (578)، فتحصل على هدنة قصيرة.

### نهاية مملكة السويبيين
تحول هرمنجيلدوس ابن ليوفيجيلد ملك القوط الغربيين وحاكم مقاطعة غوتا في بايتيكا إلى الكاثوليكية سنة 581، وتمرد على والده، قابلًا التاج الذي عرضه عليه المتمردون الإشبيليون.
لمـّا علـِم ميرو في سنة 583 بأن أنصار هرمنجيلدوس الكاثوليك كانوا متحصنين في إشبيلية المحاصرة من قبل القوط الآريوسيين، قاد السويبيين (الكاثوليك) لنجدتهم، ولكن قبل الوصول إلى إشبيلية تواجه السويبيون أمام قوة من القوط الذين صدوهم، جاعلينهم يعودون من حيث أتوا.
أكد الملك إبوريكو خليفة ميرو الخضوع للقوط الغربيين، ولهذا السبب تم خلعه وقتله عام 584 من قـٍبل أنديكا آخر ملوك السويبيين.
اتخذ ليوفيجيلد ملك القوط من خلع وقتل إبوريكو ذريعة للتدخل مرة أخرى في مملكة السويبيين ؛
فاجتياح على الفور أراضي السويبية، ويؤكد الكاتب إيسيدوروس أنه انتصر عليهم <<بأقصى سرعة>> بمعركتين فقط في أوبورتو وبراغا.
هـُزم أنديكا وأُسر سنة 585، فتم خلعه وأجبر على الرهبنة وحـُبس بدير في باكس جوليا.
خضعت مملكة سويبيين وضمت إلى المملكة القوط الغربيين، فصارت مقاطعة، جاء لاحقًا مالاريكو : وهو من سلالة الملك ميرو، الذي جمع فجيش غير متماسك فهزمه القوطيون الغربيون بسهولة، فسجن عام 586 وعلى الأرجح أن ذلك كان في دير.
بعد هذه المحاولة الأخيرة للتمرد، رضي السويبيون على أن يكون يحكمهم دوق قوطي غربي، مع احتفاظ بقوانينهم وأعرافهم وغيرها من خصائص مملكتهم العريقة والعتيدة.